# I. Pál pápa
Szent I. Pál (latinul: Paulus), (?, Róma – 767. június 28., Róma) néven uralkodott a történelem 94. pápája 757. április 29-től. Tízéves pontifikátusát immáron három nagy uralkodóval fenntartott kapcsolatai határozták meg. Az ősi vonalak miatt V. Kónsztantinosz bizánci császár volt az egyik, aki Róma akarata ellenére ismét képrombolásba kezdett. Kis Pipin frank uralkodó vált a császárság helyett a pápák legnagyobb támogatójává. És persze a szomszédos királyság, a lombard területek uralkodójával, Desideriusszal is heves vitába bonyolódott.

## Élete
Valószínűleg Rómában született a város egyik legnemesebb családjában. A későbbi II. (III.) István pápa testvére volt. A két gyermek már fiatalon árva lett, így szüleik akaratának megfelelően a két fiút a Lateránban nevelték fel. A papi pályára kerültek, és Zakariás pápa uralkodása alatt mindkettőjüket diakónussá szentelték fel. Miután István egyházfő lett, Pál minden segítséget megadott neki, amikor bátyja a lombard uralkodóval tárgyalt, vagy szövetségeseket keresett ellene. Amikor István 757-ben meghalt, a római zsinat nagy többséggel 757. május 29-én Pált választotta meg a keresztény egyház fejének.
A rómaiak azt akarták, hogy Pál kövesse testvérének politikáját. Ebben nem is csalódtak, hiszen az új egyházfő az irányítás minden részletébe belepillanthatott még István uralkodásának idején. Azonnal felvette a kapcsolatokat a frank királyi udvarral, és megerősítette a Szentszék és Frankföld szövetségét. Ezen kívül levelet küldött Desideriusnak is, amelyben számonkérte az át nem adott patrimóniumokat és városokat. A lombardok Imola kivételével nem voltak hajlandók megválni területeiktől. Pipin levelében üdvözölte az új pápát, és biztosította őt hűségéről. A válaszban Pál a nagy uralkodó segítségét kérte a csökönyös lombard királlyal szemben. 758-ban Pipinnek leánya született, akit a pápa gyámságába ajánlott, és a korabeli szokásnak megfelelően a gyámszülői megbízatás jeléül elküldte neki a gyermek pólyáját. Abban az évben Desiderius seregei élén a beneventói és spoletói hercegség ellen vonult, és meg is hódította a két engedetlen tartományt. Hadjárata során feldúlta a Pentapolist, ezzel is borsot törve a pápa orra alá. Beneventóban Desiderius fogadta a bizánci császár követeit, akiket Gregoriosz vezetett, és szövetséget kötöttek Itália középső részeinek elfoglalására. A visszavonuló lombard hadak élén Desiderius Rómában találkozott Pállal. Az egyházfő emlékeztette a királyt a visszaadandó területekről, de az csak Imolát volt hajlandó átadni, azt is csak akkor, ha a pápa megígéri, hogy meggyőzi Pipint arról, hogy a második lombard hadjárata idején elfoglalt területeket visszaadja neki.
Pál két levelet küldött a frank udvarba. Az egyiket a lombard területek ellenőreinek küldte, ebben valóban arra kéri Pipint, hogy adja vissza a lombardoknak az elfoglalt területeket. Azonban a frank uralkodó egy másik titkos levelet kapott kézhez, amelyben Pál leírja a lombard udvar szövetségét Konstantinápollyal, miszerint Ravenna visszafoglalása lenne a két hatalom közös célja. Emellett megírta Pipinnek, hogy Desiderius azóta sem hajlandó teljesíteni jogos területi igényeit. 760-ban magas rangú frank követek érkeztek a lombard királyi udvarba, és elérték, hogy Desiderius ígéretet tegyen a pápai birtokok visszaszolgáltatására. De az uralkodó nem teljesítette kötelezettségét, sőt a pápai állam ellen vonult seregével, és meg is kurtította annak területét. Miután 760-ban hatalmas bizánci flotta indult Itáliába, Pippin elnézte Desiderius hazugságait, és szövetséget kötött vele a bizánciak ellen. A szövetség ára néhány korábban elfoglalt terület volt, de Pipin kikötötte, hogy Desideriusnak előbb vagy utóbb meg kell egyeznie Pállal, hiszen Konstantin ellen csak az ő támogatásával lehetnek sikeresek. Eközben Ravenna érseke és Velence vezetői levelet kaptak a császártól, amelyben Konstantin azt kéri a városoktól, hogy csatlakozzanak a bizánci seregekhez. De mindkét itáliai város hű maradt a pápához. A keleti birodalom ezért feladta hódítási kísérletét Itáliában. 765-ben Desiderius Rómába látogatott, ahol végre megállapodtak a területi vitáikban. Ezen felül Pipin nyomására a lombard király segítséget ajánlott fel Pálnak a dél-itáliai területeken a pápai primátus visszaállítására.
Pál nemcsak Európa nyugati uralkodóihoz küldött követet, hiszen többször is indultak pápai követek a Bizáncba is. V. Kónsztantinosz császár uralkodása alatt ugyanis ismét kiújultak a képrombolások. A császár nem vonta vissza rendeleteit a követek hatására sem. Bizáncban több kolostort is bezáratott és földjeiket elkobozta. A zavaros birodalomból menekülő klérus jó részét Pál fogadta be. Szülői házát kolostorrá alakította, és itt nyújtott menedéket a keletről érkező szerzeteseknek. 767-ben egy Párizshoz közeli településen, Gentillyben zsinatot hívott össze, amelyen elítélték a képrombolást és tisztázták a Szentháromság körüli vitákat.
Több templomot is építtetett az Örök Városban, és a katakombákból sok szent relikviát vitetett át ezen új szentélyekbe. A nyári nap hevétől menedéket keresve, a falakon kívüli Szent Pál-bazilikában érte utol a halál 767. június 28-án. Először ebben a templomban temették el, majd három hónap múltán a Szent Péter-bazilikába vitték át hamvait. Szentté avatták, ünnepét június 28-án tartják.

## Művei
- Documenta Catholica Omnia (latin nyelven). (Hozzáférés: 2011. december 6.)